# Altolamprologus calvus
Altolamprologus calvus és una espècie de peix de la família dels cíclids i de l'ordre dels perciformes endèmic del llac Tanganyika (Àfrica oriental).
Els mascles poden assolir els 13,5 cm de longitud total.